# 英尼斯-泰勒山
英尼斯-泰勒山（英語：Mount Innes-Taylor），是南極洲的山峰，位於阿蒙森海岸，處於索頓斯托爾山以北1.6公里，屬於毛德王后山脈的一部分，海拔高度2,730米，在1934年12月由美國探險隊發現，現時由南極條約體系管理。